# Правительство Великого национального собрания
Правительство Великого национального собрания (тур. Büyük Millet Meclisi Hükûmeti), также известно под названием правительство Анкары (тур. Ankara Hükûmeti) — высший исполнительно-распорядительный и революционный орган Турции, созданный в Анкаре в период войны за независимость Турции (1919—1923) и распада Османской империи. Правительство возглавляло Турецкое национальное движение, в отличие от разваливающегося стамбулского правительства, которую возглавлял османский султан. 